# Petr Bergmann
Petr Bergmann (* 31. prosince 1967 Praha) je manažer v oblasti alternativní kultury, editor a kurátor, spisovatel.

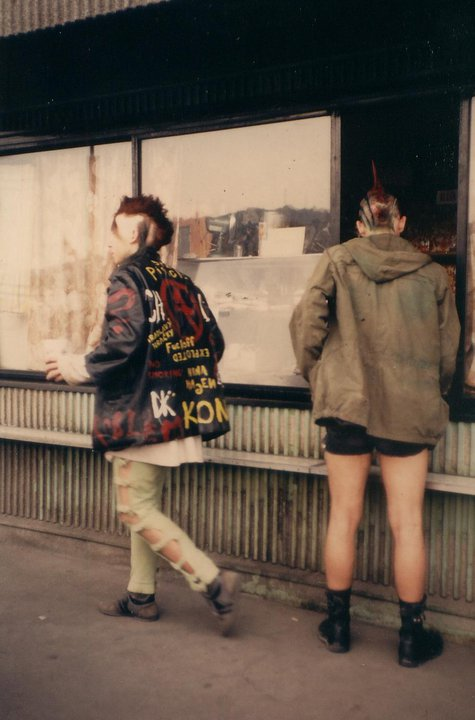
Petr Bergmann v roce 1986.

## Profesní život
V letech 1986–1990 byl činný v kulturním undergroundu doma i v zahraničí: působil jako dopisovatel časopisů Maximum Rocknroll, Melodie, Rock Report, Rock Revue, Scene Report nebo Trust; a rovněž jako vydavatel pod značkou Black Hand. Od roku 1986 dodnes se věnuje vydavatelské a produkční spolupráci na hudebních titulech (bootlegy pod značkou Black Hand, kompilace European Punk Domain, dále kapely a umělci Holy Guns Inc., Jay Walker, selFbrush, Yellow Sisters, Terezie Palková ad.). Od roku 1989 působí jako manažer v oblasti alternativního umění, a to v široké škále od koncertů, divadelních představení, výstav, festivalů a uměleckých přehlídek, přes výtvarné, taneční a divadelní dílny, po zahraniční turné a mezinárodní umělecké aktivity (více než dva tisíce kulturních pořadů, spolupráce s umělci a organizátory z České a Slovenské republiky, z téměř všech zemí Evropy, ale i ze Spojených států amerických, Ruska, Japonska, Indie nebo Chile). Od roku 1990 se věnuje manažerské, dramaturgické, produkční a organizační spolupráci na hudebních, divadelních a filmových festivalech (např. Chaos, Jeden svět, Letní Letná, Mimoriál, Jelení příkop, Love Planet, Next Wave, Sázava Fest, Týden pro Broumovské kostely, Broumovské kulturní léto).
V letech 1991–1997 byl koordinátorem a mluvčím ekologických aktivit (Libkovice, Temelín, Velká pardubická, pochody za etické zacházení se zvířaty ad.); 1992–1995 spoluzakladatel a mluvčí Hnutí občanské solidarity a tolerance; v letech 1992–1996 spoluzakladatel a mluvčí Nadace Animal S. O. S.; v letech 1992–1997 ředitel a dramaturg kulturně-sociálního centra Black Hand v Praze.
Od roku 1992 dodnes se věnuje výstavní a kurátorské činnosti (aktivity pod hlavičkami Black Hand a Centrum Broumov; výstavy Criss X Cross, Hiroshi Egawa, Erik Buchholz, Sigismund Bouška, Otto R. Kahler, Friedrich Iwan, Emil Schwantner, Sidonie Springer, Adalbert Meier, Zmizelá Libná, Broumovsko na starých rytinách, Broumovsko na starých fotografiích, Broumovsko na starých mapách, Lager Broumov / Braunau, První fotografové Krkonoš a Broumovska, Studánka 1715–2015, Krkonoše na starých mapách a rytinách, Upomínkové sklo a porcelán, Benedikta Schrolla syn, Müllerova mapa Čech ad.).
V roce 1993 se účastnil vzdělávacích programů pro nestátní neziskové organizace na Johns Hopkins University v Baltimoru, byl stážistou v District of Columbia Art Centre ve Washingtonu a absolvoval školicí programy v organizacích P. E. T. A., Washington Project for the Arts ad. V letech 1993–1995 působil jako národní koordinátor evropské Kampaně proti rasismu, xenofobii a intoleranci.
V letech 1998–2002 inicioval vznik a později působil jako koordinátor Dramaturgické rady Českých center.
Od roku 2000 se věnuje přednáškové a konzultační činnosti na státních i soukromých institucích v České republice (ČVUT, DAMU, Škola občanských iniciativ, SIT, Spiralis, VŠE, VŠZ aj.).
V roce 2001 spoluzaložil a do roku 2003 působil jako programový ředitel Centra Broumov. V letech 2001–2008 pořádal na Broumovsku kulturní festivaly, jako Broumovské kulturní léto a Týden pro Broumovsko.
Od roku 2002 je členem mezinárodní komunity Ashoka pro vůdčí osobnosti neziskového sektoru (v letech 2002–2003 Ashoka fellow).
V letech 2007 a 2008 byl zástupcem ředitele festivalu dokumentárních filmů Jeden svět.
Od roku 2014 provozuje regionální nakladatelství Broumovsko Organic. Od roku 2016 je ředitelem Institutu regionální paměti a Knihovny regionální literatury (se zaměřením na oblasti Broumovska a Krkonoš).
Za svou činnost v kulturním undergroundu v letech 1986–1989 byl uznán účastníkem třetího odboje.

## Dílo

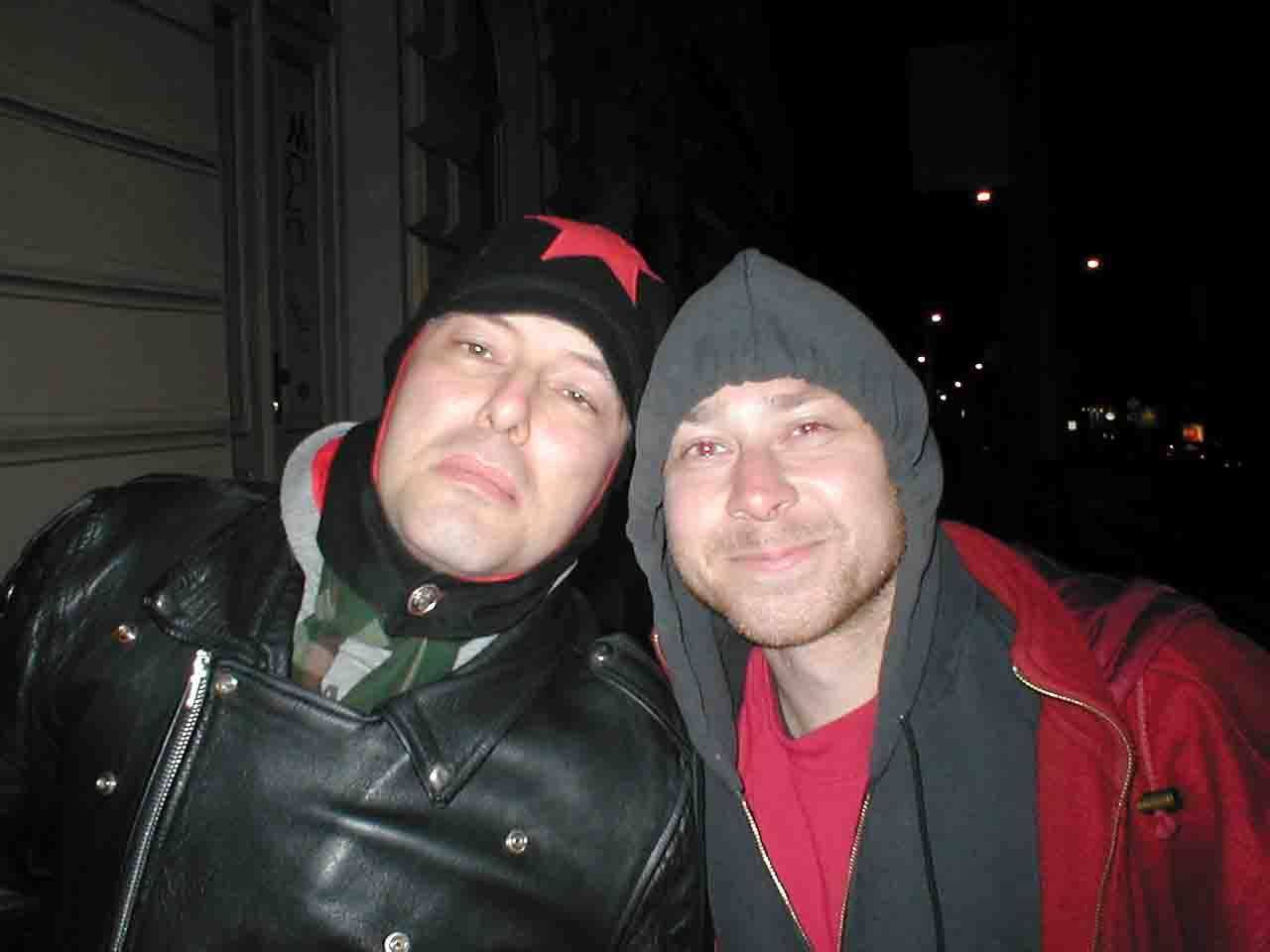
Petr Bergmann s Jello Biafrou, kolem 2000.

- fanziny Black Hand (tři čísla) a For West (dvě čísla) zaměřené na punkovou, undergroundovou a alternativní kulturu (1989–1992)

- Papírový absolutno, sbírka textů kapel českého undergroundu, alternativy a punku (1990)
- Animal S. O. S., soubor textů zaměřených na ochranu zvířat proti týrání (1995)
- Centrum, informační zpravodaj kulturně-sociálního centra Black Hand (1994–1996)
- Scéna v ohrožení (1998; nepublikováno)
- Broumovsko, interpretace kulturního a historického dědictví na Broumovsku (2003)
- 200 let divadla v Broumově (2005)
- Broumovsko na historických zobrazeních (2014)
- Studánka 1715–2015 (2015)
- Krkonoše na starých rytinách a litografiích (2016)
- Bezděkovský kostelíčku, monografie Sigismunda Boušky (2017)
- Lager Broumov / Braunau, 1915–1918, monografie o zajateckém táboře první světové války (2018)
- Sněžný Iwan, monografie malíře Friedricha Iwana (2020)
- Upomínkové sklo a porcelán z Broumovska, Krkonoš a Kladského pomezí (2020)
- Osudy psané dlátem, monografie sochaře Emila Schwantnera (2022)